# Tijmen van Loon
Tijmen van Loon, född 20 mars 2001, är en nederländsk tävlingscyklist som tävlar i bancykling. 

## Karriär
I januari 2024 vid EM i Apeldoorn var van Loon en del av Nederländernas lag tillsammans med Jeffrey Hoogland, Harrie Lavreysen och Roy van den Berg som tog guld i lagsprint.